# Akherón
Az Akherón (Achelóos) a Görögország északnyugati részén elterülő Epirusz régió folyója. Nevének jelentése ”bánatot hozó”, „örömtelen”. A görög mitológiában a Sztüx (gyűlölt), a Phlegethón (égő) és a Kókütosz (jajgatás) mellett az Akherón (örömtelen) egyike a poklot átszelő, Hadészba merülő alvilági folyóknak.

## Az alvilág folyója

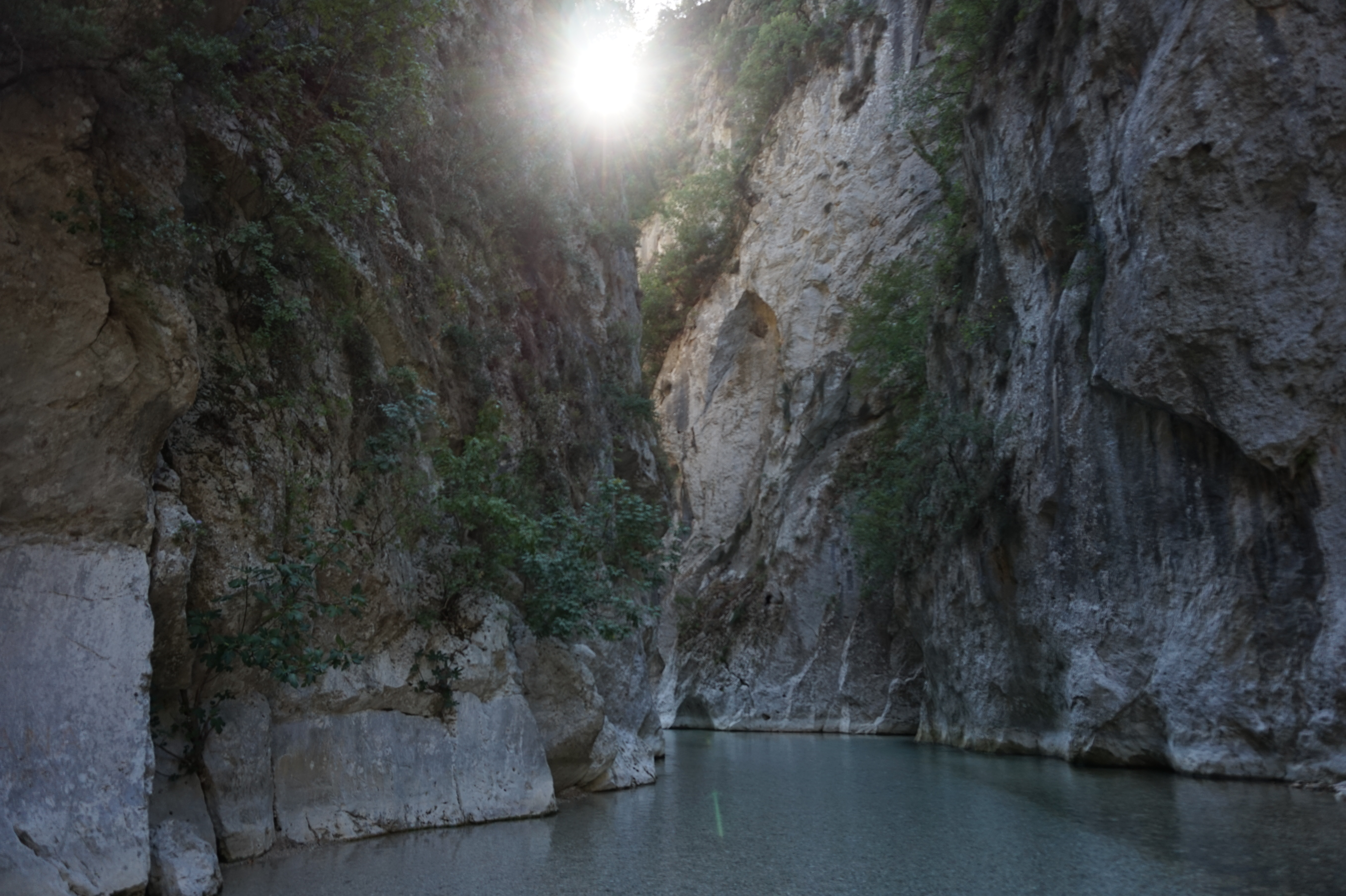
Az Akherón kanyonja

Homérosznál, az Odüsszeia tizedik énekében, a lakható világ nyugati határvidékén csörgedező alvilági folyó. Nevének visszhangja felbukkan Vergiliusnál az Aeneis VI. könyvében és Ovidius Átváltozásai-ban. Dante is megörökíti az Isteni színjáték Pokol részében:
„…Meg fogod rendre tudni,
mihelyt az átkos Acherón folyóra
fogunk ez út végéhez érve jutni.”
Itt az Akherón a Pokol határfolyója, és – követve a görög mitológiát – itt szállítja a holt lelkeket Kharón, az alvilági révész.
Platón Phaedo című művében az Akherón a világ második legnagyobb folyójaként jelenik meg, akinek csak Ókeanosz parancsol. Platón azt állítja, hogy az Akherón Ókeanosszal ellentétes irányban folyva lenn a föld alatt, mélyen, az elhagyatott területeken öleli körül a világot.
Ez a világ a földi élet ellentéte, maga Hadész.

## Akherón a bűnhődő titán
Létezik olyan görög legenda, amely szerint Akherón Gaia fia, aki a titánokat segítette az istenek elleni küzdelemben. Büntetésként alvilági folyóként örökre a föld alatt kellett maradnia. Felesége Orphné alvilági nimfa, fiuk Aszkalaphosz.

## Egyéb mítoszai
Az etruszk mitológiában Akherón könyveiben találkozunk nevével. E könyvek azt tárgyalták, milyen utat jár be a lélek a test halála után. Ennek nyomán idővel az „Akherón” szó jelentése „pokol” lett. E mítosz szerint a pokol (Akherón) egy állat, egy szörny, amelyben együtt lakik minden szélsőség: tűz, hideg, könny és homály, hasából a már lenyelt végtelennyi kárhozott állandó jajszava hallatszik.

## Hol folyik az Akherón
Az Akherón folyó a zord hegyvidéken áttörve az Acherusia mocsaras tavába vész Nekromanteion romjai mellett, Parga közelében, Korfu szigetével átellenben a szárazföldön.
Apollóniosz Rhodiosz Argonautika című elbeszélése alapján a folyó teljesen máshol az „Acherusiai foknál”, Törökország területén a mai Eregli városa mellett éri el a tengert.
Az Itáliában letelepedő görögök az Akherónt az Acherusia tavat tápláló folyóval azonosították, ma Avernus tó.